# أستلة

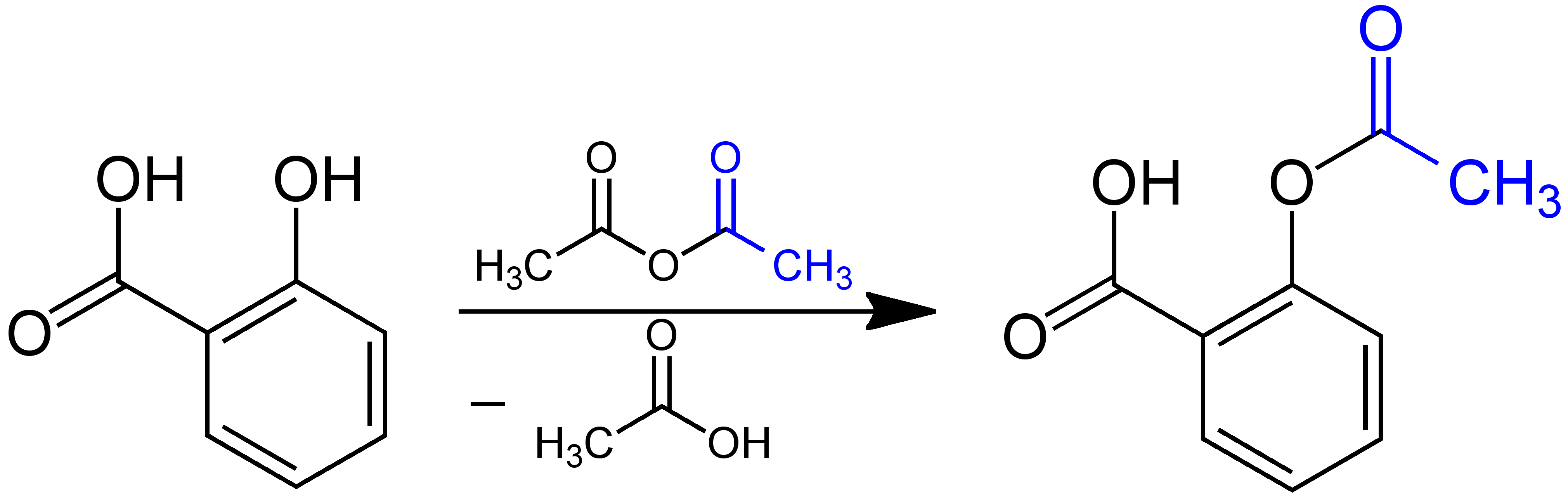
تؤدي أستلة حمض الساليسيليك إلى تشكيل الأسبرين.

الأسْتَلَة (Acetylation) في الكيمياء هي تفاعل كيميائي عضوي يتم فيه إضافة مجموعة أسيتيل إلى مركب كيميائي. لتفاعل الأستلة أهمية في الاصطناع العضوي وفي الكيمياء الحيوية. يسمى الكاشف الكيميائي الذي يسهم في إضافة مجموعة الأسيتيل الوظيفية باسم العامل المؤستل.
يعد تفاعل أستلة حمض الساليسيليك أثناء تحضير الأسبرين أحد أشهر الأمثلة على تفاعلات الأستلة.

## الأستلة في الاصطناع العضوي
يستخدم تفاعل الأستلة في الاصطناع العضوي من أجل إضافة مجموعة الأسيتيل إلى المركبات العضوية، حيث أن تلك المجموعة تخدم كمجموعة حماية. عادة ما يستخدم أنهيدريد الأسيتيك كعامل مؤستل، حيث يعطي مردود جيد عند درجة حرارة الغرفة.
كما يمكن أن يستخدم كلوريد الأسيتيل أيضاً كعامل مؤستل.

## الأستلة في الكيمياء الحيوية
يعد تفاعل الأستلة من تفاعلات التحويرات المهمة للبروتينات في الخلية، وقد أثبتت دراسات تحليل بنية البروتينات وجود الآلاف من البروتينات المؤستلة في الثدييات.

## اقرأ أيضاً
- أسيتيل
- أسيلة